# جوشوا لين
جوشوا لين (بالإنجليزية: Joshua Lynn)‏ هو محامي أمريكي، ولد في 14 ديسمبر 1969.